# Jan Polák (ur. 1989)
Jan Polák (ur. 26 marca 1989 w Libercu) – czeski piłkarz występujący na pozycji obrońcy we włoskim klubie FC Südtirol. Jest wychowankiem Slovana Liberec, którego barwy reprezentował do 2012 roku. W międzyczasie był także wypożyczany do Viktorii Pilzno oraz FK Ústí nad Labem. Grał też w Piaście Gliwice, SS Juve Stabia, US Cremonese i Casertanie. Ma za sobą liczne występy w młodzieżowych reprezentacjach Czech.

## Sukcesy

### Slovan Liberec
- I liga czeska

Mistrzostwo: 2011/12

### Czechy U-17
- Mistrzostwa Europy U-17

Wicemistrzostwo: 2006

### Czechy U-19
- Mistrzostwa Europy U-19

3-4. miejsce: 2008